# Municipio de Herrick (Nebraska)
El municipio de Herrick (en inglés: Herrick Township) es un municipio ubicado en el condado de Knox en el estado estadounidense de Nebraska. En el año 2010 tenía una población de 66 habitantes y una densidad poblacional de 1,02 personas por km².

## Geografía
El municipio de Herrick se encuentra ubicado en las coordenadas 42°48′26″N 97°38′52″O / 42.80722, -97.64778. Según la Oficina del Censo de los Estados Unidos, el municipio tiene una superficie total de 64.81 km², de la cual 48,85 km² corresponden a tierra firme y (24,63 %) 15,96 km² es agua.

## Demografía
Según el censo de 2010, había 66 personas residiendo en el municipio de Herrick. La densidad de población era de 1,02 hab./km². De los 66 habitantes, el municipio de Herrick estaba compuesto por el 100 % blancos. Del total de la población el 0 % eran hispanos o latinos de cualquier raza.